# 黄色社会主義
黄色社会主義(英語: Yellow socialism)または黄色サンディカリスム(フランス語: syndicalisme jaune)は、1904年にフランス社会党のピエール・ビエトリーが考案した、「赤色社会主義」である正統派マルクス主義とは対照的な社会主義である。正統派マルクス主義の階級闘争やストライキや暴力革命などの好戦性に反対し、強力な政府のもとでの資本家と労働者階級の利益の共有を主張した。
正統派マルクス主義者の側からは「裏切り者」との意味でも使用され、欧米や中国語圏などでは御用組合は黄色組合と呼ばれる。第一次世界大戦後には一部はファシズムやナチズムに合流し、また後の社会民主主義にも影響を与えた。

## 概要
黄色社会主義は、労働者階級に「赤色社会主義」とは対照的な選択肢を提供するために考案された統治体制である。第一次世界大戦前の20世紀初期では正統派マルクス主義と労働者の支持を競った主要な存在であった。しかし第一次世界大戦後にこの運動はファシズムや、以前より存在して後にナチズムに発展したオーストリア国家社会主義に熱中するようになった。
黄色社会主義の概念では結果として、労働者は資本主義体制の一部となるよう奮闘し、経営陣と同等の労働組合が形成される。この点でコーポラティズムに類似している。これらの2集団の間の調整を通じて、労働者はより多くの会社の利益を共有する。この概念は、この上位に強力で独裁的な国家が存在することを主張した。
この黄色社会主義は、その用語を使用するかどうかにかかわらず、正統派マルクス主義者の立場からは支配階級の側から社会主義を自称しているとみなされており、また多くの非マルクス主義者からは修正主義とみなされている。この概念は、ピエール・ビエトリーが考案した概念とはかなり相違があるが、後の社会民主主義や民主社会主義と呼ばれる概念を多数含んでいる。

## 歴史
「黄色社会主義」の用語は、1904年にフランス社会党の前の党員であったピエール・ビエトリーが「フランス黄色国家連合」を設立した際に、彼が造語した。後に、スイスとドイツに同系の「黄色」集団が形成された。この運動は正統派マルクス主義に強く反対した。
アメリカ合衆国では、黄色社会主義はサミュエル・ゴンパーズの企業組合主義(business unionism)に関連し、「黄色組合主義」(yellow unionism)とも呼ばれた。企業組合主義は、コーポラティストの社会で労働協定を締結するのが労働者の最善の選択だとの信念を中心とした。
マルクス主義者は黄色社会主義者や黄色組合主義者を、ナショナリズムであり、時には移民による賃金低下や失業などに反対するなどの排外主義、場合によっては反ユダヤを含む人種差別主義とすら結びつくとして批判した。ヨーロッパでは第一次世界大戦中は、マルクス主義者は社会民主主義政党や黄色社会主義とも連携した。しかしそのような政党はピエール・ビエトリーの理念とは関連を持たなかった。
1915年のツィンマーバルト会議で形成された「ベルン・インターナショナル」では、ウラジーミル・レーニンは「黄色共産主義者」を「戦争への反対にもかかわらず、革命的社会主義を却下した」と記した。第一次世界大戦後には、「黄色社会主義」の用語は使用されなくなった。

## 参照
1. ↑  Payne, Stanley. A History of Fascism, 1914-1945. Routledge, 1996. pp. 46.
2. ↑  Dictionary Of Public Administration, p560
3. ↑  Mandal, U.C. Dictionary Of Public Administration. Ivy Publishing House, 2008. pp. 560.
4. ↑  Griffin, Roger. The Nature of Fascism. Routledge, 1993. pp. 92-93.
5. ↑  Kaplan, Barbara Hockey. Social Change in the Capitalist World Economy. Sage Publications, 1978. pp. 81.
6. ↑  The Tasks of the Third International - V. I. Lenin